# Liste der geschützten Landschaftsbestandteile in Völklingen
Die Liste der geschützten Landschaftsbestandteile in Völklingen nennt die geschützten Landschaftsbestandteile in Völklingen im Regionalverband Saarbrücken im Saarland. Geschützte Landschaftsbestandteile sind Elemente aus der Natur und Landschaft, die zur Erhaltung, Wiederherstellung und Entwicklung unter Schutz gestellt werden. Weitere Bedeutung haben sie als Habitate für bestimmte wild lebende Tier- und Pflanzenarten.

## Liste
| Bild                                           | Bezeichnung                   | Ort           | Beschreibung | Fläche (ha) | Koord.                          | Kennung alte Kennung         |
| ---------------------------------------------- | ----------------------------- | ------------- | --- | ----------- | ------------------------------- | ---------------------------- |
|                                                | Hahwies                       | Völklingen    | vernässter Waldbereich mit hoher Bedeutung für Flora und Fauna sowie Naherholung | 4,01        | 49° 16′ 14,5″ N, 6° 52′ 25″ O   | GLB-074-RVS-VKL GLB 5.07.65  |
|                                                | Hangbewuchs an der Hangstraße | Völklingen    | tief eingeschnittener Talraum, mit Waldvegetation im besiedelten Bereich | 0,97        | 49° 14′ 34,1″ N, 6° 49′ 13,4″ O | GLB-075-RVS-VKL GLB 5.07.66  |
|                                                | Baumreihe Lauterbach          | Völklingen    | alte Baumreihe an einem Feldweg | 0,31        | 49° 11′ 15,4″ N, 6° 43′ 46,6″ O | GLB-076-RVS-VKL GLB 5.07.67  |
|                                                | Fischbachtal                  | Völklingen    | offener Bachlauf mit Aueflächen. Hohe Bedeutung für Fauna und Flora | 3,48        | 49° 11′ 21,1″ N, 6° 44′ 43,8″ O | GLB-077-RVS-VKL GLB 5.07.68  |
|                                                | 3 Linden                      | Völklingen    | Baumgruppe. An der Sandgrube Röchling’sche Eisenwerke, auf dem kleinen Kreuzberg. Mehr als 3 Linden, auch bereits umgestürzte.                                                                                 |             | 49° 15′ 59″ N, 6° 51′ 20,5″ O   | GLB-158-RVS-VKL GLB 5.07.002 |
| Eine der Eichen, nördlich der Bahnunterführung | 14 Eichen                     | Völklingen    | Vom Pflanzgarten in Richtung Wasserwerke bis Köllerbachbrücke rechts des Weges, von Brücke in Richtung Bahnunterführung links und rechts des Weges                                                             |             | 49° 15′ 46,4″ N, 6° 52′ 45,5″ O | GLB-159-RVS-VKL GLB 5.07.006 |
| 3 Platanen in der Kleinschen Anlage            | 3 Platanen                    | Völklingen    | offensichtlich in der Vergangenheit von Stadt Völklingen gepflegt. Zuletzt 2012 Totholz entfernt. |             | 49° 15′ 36″ N, 6° 51′ 25,9″ O   | GLB-160-RVS-VKL GLB 5.07.012 |
|                                                |                               | Völklingen    | Einzelbaum. Baum wurde im Oktober 2011 gefällt. Grundlage: Gutachten. |             | 49° 15′ 42,5″ N, 6° 51′ 25,2″ O | GLB-161-RVS-VKL GLB 5.07.015 |
| 2 Silberlinden in der Kleinschen Anlage        | 2 Silberlinden                | Völklingen    | Baumgruppe |             | 49° 15′ 33,5″ N, 6° 51′ 25,9″ O | GLB-162-RVS-VKL GLB 5.07.019 |
|                                                | 6 Stieleichen                 | Völklingen    | Baumgruppe. Östlich an der Straße In der Pottaschdell |             | 49° 15′ 24,8″ N, 6° 53′ 29,8″ O | GLB-163-RVS-VKL GLB 5.07.029 |
|                                                | 2 Rosskastanien               | Völklingen    | nördlich Heinestraße, östlich und westlich der Schubertstraße |             | 49° 15′ 18,4″ N, 6° 51′ 49″ O   | GLB-164-RVS-VKL GLB 5.07.030 |
|                                                | 2 Platanen                    | Luisenthal    | an der Hauptstraße VK - SB |             | 49° 14′ 52,1″ N, 6° 54′ 24,1″ O | GLB-165-RVS-VKL GLB 5.07.036 |
|                                                | 1 Rosskastanie                | Völklingen    | Saarbrücker Straße, vor Haus Nr. 178 |             | 49° 14′ 52,8″ N, 6° 53′ 7,8″ O  | GLB-166-RVS-VKL GLB 5.07.038 |
|                                                |                               | Völklingen    | Einzelbaum. Vor 2008 gefällt mit Einvernehmen UNB. |             | 49° 14′ 52,4″ N, 6° 53′ 10,1″ O | GLB-167-RVS-VKL GLB 5.07.039 |
|                                                | 10 Rosskastanien              | Fürstenhausen | Gelände vor dem Bahnhof Fürstenhausen und Gelände Bahnhäuser östlich des Bahnhofs (Saarbrücker Straße) |             | 49° 14′ 47,4″ N, 6° 52′ 50,2″ O | GLB-168-RVS-VKL GLB 5.07.040 |
|                                                | 1 Platane                     | Fürstenhausen | an der Gutenbergstraße vor Haus Nr. 19. Im Januar 2014 aufgrund schlechter Vitalität, Schiefstand, hoher Totholzentwicklung und Pilzbefall am Stammfuß trotz ordnungsrechtlicher Verfügung auf ca. 4 m gekürzt |             | 49° 14′ 47,4″ N, 6° 52′ 41,5″ O | GLB-169-RVS-VKL GLB 5.07.041 |
|                                                |                               | Völklingen    | Einzelbaum. Baum wurde im Januar 2008 im Einvernehmen mit UNB gefällt. |             | 49° 14′ 29,4″ N, 6° 50′ 17,5″ O | GLB-170-RVS-VKL GLB 5.07.046 |